# 9064 Johndavies
9064 Johndavies este un asteroid din centura principală de asteroizi.

## Descriere
9064 Johndavies este un asteroid din centura principală de asteroizi. A fost descoperit pe 21 ianuarie 1993 la Kitt Peak National Observatory în cadrul proiectului Spacewatch. El prezintă o orbită caracterizată de o semiaxă mare de 2,43 ua, o excentricitate de 0,13 și o înclinație de 8,1° în raport cu ecliptica.